# Todiramphus recurvirostris
Todiramphus recurvirostris là một loài chim trong họ Alcedinidae.